# Oregmopyga johnsoni
Oregmopyga johnsoni är en insektsart som beskrevs av Miller in Miller och Mckenzie 1967. Oregmopyga johnsoni ingår i släktet Oregmopyga och familjen filtsköldlöss. Inga underarter finns listade i Catalogue of Life.